# Boreadi

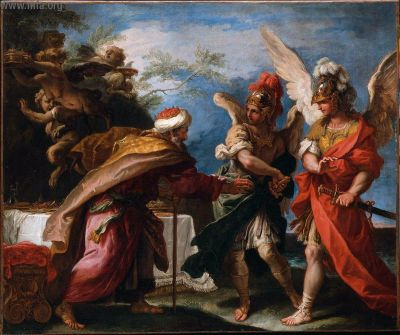
Calaide e Zete (a destra) e Fineo.

Nella mitologia greca i Boreadi sono i figli di Borea.
I più noti sono i gemelli Calaide e Zete. Essi erano dotati di ali e svolgono un ruolo importante nel mito degli Argonauti, come vincitori delle Arpie. Furono uccisi da Eracle, ma secondo un'altra versione morirono al ritorno dalla lotta con le Arpie e dopo la loro morte furono trasformati in venti.
Gli altri figli di Borea sono Cleopatra e Bute.